# 阿格尼塔
阿格尼塔是罗马尼亚锡比乌县的一个镇，面积96.2平方公里，人口10,886人（2002年）。